# Romankiwci (stacja kolejowa)
Romankiwci (ukr. Романківці) – stacja kolejowa w pobliżu miejscowości Romankiwci, w rejonie dniestrzańskim, w obwodzie czerniowieckim, na Ukrainie. Położona jest na linii Czerniowce – Ocnița.

## Historia
Stacja powstała w czasach carskich na linii z Oknicy do przejścia granicznego z Austro-Węgrami w Nowosielicy, pomiędzy stacjami Oknica i Waskoucy.
Dawniej od stacji odchodziła nieczynna obecnie linia do ślepej stacji Dniestr w Nowodniestrowsku.